# Amsacta marginalis
Amsacta marginalis är en fjärilsart som beskrevs av Walker 1855. Amsacta marginalis ingår i släktet Amsacta och familjen björnspinnare. Inga underarter finns listade i Catalogue of Life.